# Didango
Didango est un village du Cameroun situé dans le département du Noun et la Région de l'Ouest. Il fait partie de l'arrondissement de Koutaba.

## Population
Lors du recensement de 2005, la localité comptait 1 157 habitants. Elle abrite une importante communauté Bororo.